# Велика загальна ілюстрована енциклопедія

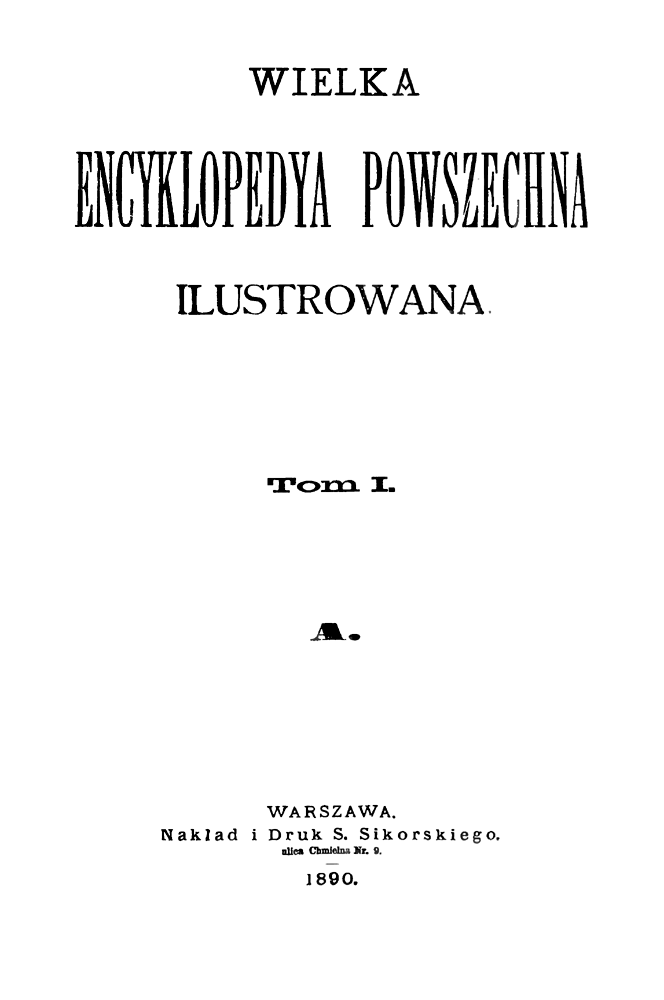
Титульна сторінка першого тому енциклопедії.

Вели́ка зага́льна ілюстро́вана енциклопе́дія (пол. Wielka encyklopedia powszechna ilustrowana, WEPI) — незавершена універсальна енциклопедія польською мовою, видана Сатурніним Сікорським у 1890 — 1914 роках, у Варшаві, Царстві Польському. Найбільша за обсягом польська універсальна енциклопедія. Складається з 55 томів. Важливе джерело для дослідження біографій польських діячів минулого. Інша назва — енциклопедія Сікорського.
Видання енциклопедії було започатковано 1889 року варшавськими видавцями Франциском Грановським та Сатурніним Сікорським. Планувалося видати 80 томів по 500 сторінок кожен. Перший том вийшов 1890 року. Публікація енциклопедії була перервана через спалах Першої світової війни. До 1914 року опублікували 55 томів, до статті «Patroklos» (Патрокл). У вступі до енциклопедії вказано засади упорядкування роботи, згідно з якими усі статті писалися неупереджено, без домислів, спираючись на результати тогочасних наукових досліджень. Авторами енциклопедії були польські науковці та інтелектуали 19 — 20 століття: Петро Хміловський, Самуель Дікштайн, Тадеуш Корзон, Ян Карловіч, Адам-Антоній Кринський, Йозеф Пецке, Кароль Естрейхер, Антоній Окольський, Желіслав Гротовський та інші. Обов'язки головних редакторів виконували Антоній Петкевич, Людвік Кшевицький та Мечислав Руліковський. Секретарем редакції працював Станіслав Кжемінський. 
Польська громадськість із великим запалом відгукнулася на заклик видання енциклопедії. Понад 20 тисяч приватних осіб та установ надали свою допомогу укладачам. Проте з часом підтримка згасла, а видавництво опинилося у скрутному фінансовому становищі. Томи енциклопедії стали виходити нерегулярно. Статті були занадто розлогими, що загрожувало перевищити заплановану кількість обсягів робіт. 1906 року редакція енциклопедії вирішила скоротити розміри статей та кількість ілюстрацій. Після здобуття Польщею незалежності в 1918 році планувалося відновити видання. Проте енциклопедія не продавалася, тому робота над її укладанням завершилася.

## Томи
Wielka encyklopedia powszechna ilustrowana. Ser. 1, t. 1-2, A - Ammophila [Архівовано 4 листопада 2014 у Wayback Machine.]
Wielka encyklopedia powszechna ilustrowana. Ser.1, t.3-4, Ammophila-Armenini [Архівовано 13 квітня 2014 у Wayback Machine.]
Wielka encyklopedia powszechna ilustrowana. Ser. 1, t. 5-6, Armeńska-Barthold [Архівовано 13 квітня 2014 у Wayback Machine.]
Wielka encyklopedia powszechna ilustrowana. Ser. 1, t. 7-8, Bartholdi-Boffalora [Архівовано 13 квітня 2014 у Wayback Machine.]
Wielka encyklopedia powszechna ilustrowana. Ser. 1, t. 9-10, Bóg-Canizares [Архівовано 13 квітня 2014 у Wayback Machine.]
Wielka encyklopedia powszechna ilustrowana. Ser. 1, t. 11-12, Cankow Dragan-Chomik [Архівовано 13 квітня 2014 у Wayback Machine.]
Wielka encyklopedia powszechna ilustrowana. Ser. 1, t. 13-14, Cieszyn-Damboza [Архівовано 13 квітня 2014 у Wayback Machine.]
Wielka encyklopedia powszechna ilustrowana. Ser. 1, t. 15-16, Dambrowski - Drogi [Архівовано 13 квітня 2014 у Wayback Machine.]
Wielka encyklopedia powszechna ilustrowana. Ser. 1, t. 17-18, Drogi bite - Ekliptyczne spółrzędne [Архівовано 13 квітня 2014 у Wayback Machine.]
Wielka encyklopedia powszechna ilustrowana. Ser.1, t. 19-20, Ekliptyka - Falklirk [Архівовано 13 квітня 2014 у Wayback Machine.]
Wielka encyklopedia powszechna ilustrowana. Ser. 1, t. 21-22, Falkland - Franchomme [Архівовано 13 квітня 2014 у Wayback Machine.]
Wielka encyklopedia powszechna ilustrowana. Ser. 1, t. 23-24, Franciszek - Geometrya [Архівовано 13 квітня 2014 у Wayback Machine.]
Wielka encyklopedia powszechna ilustrowana. Ser. 1, t. 25-26, Giersz - Gruziński [Архівовано 13 квітня 2014 у Wayback Machine.]
Wielka encyklopedia powszechna ilustrowana. Ser. 1, t. 27-28, Grzyby - Hilchen [Архівовано 13 квітня 2014 у Wayback Machine.]
Wielka encyklopedia powszechna ilustrowana. Ser. 1, t. 29-30, Hirschberg - Instrumenty muzyczne [Архівовано 13 квітня 2014 у Wayback Machine.]
Wielka encyklopedia powszechna ilustrowana. Ser. 1, t. 31-32, Instygator - Joel Manuel [Архівовано 13 квітня 2014 у Wayback Machine.]
Wielka encyklopedia powszechna ilustrowana. Ser.1, t. 33-34, Joerg - Karyszew [Архівовано 13 квітня 2014 у Wayback Machine.]
Wielka encyklopedia powszechna ilustrowana. Ser. 1, t. 35-36, Karzeł - Kolberg [Архівовано 13 квітня 2014 у Wayback Machine.]
Wielka encyklopedia powszechna ilustrowana. Ser. 1, t. 37-38, Kolberg Oskar - Kororofa [Архівовано 13 квітня 2014 у Wayback Machine.]
Wielka encyklopedia powszechna ilustrowana. Ser. 1, t. 39-40, Körös - Królestwo Polskie [Архівовано 13 квітня 2014 у Wayback Machine.]
Wielka encyklopedia powszechna ilustrowana. Ser. 1, t. 43-44, Latham - Łekno [Архівовано 13 квітня 2014 у Wayback Machine.]
Wielka encyklopedia powszechna ilustrowana. Ser. 1, t. 45-46, Łekno - Miedzi ortęć [Архівовано 5 березня 2016 у Wayback Machine.]
Wielka encyklopedia powszechna ilustrowana. Ser. 2, t. 49-50, N - Nikator [Архівовано 13 квітня 2014 у Wayback Machine.]
Wielka encyklopedia powszechna ilustrowana. Ser. 2, t. 51-52, Nike - Oko [Архівовано 13 квітня 2014 у Wayback Machine.]
Wielka encyklopedia powszechna ilustrowana. Ser. 2, t. 53-54, Oko świata - Ożwia i dopełnienia na literę O [Архівовано 13 квітня 2014 у Wayback Machine.]